# Солейманіє (Марказі)
Солейманіє (перс. سليمانيه) — село в Ірані, у дегестані Гакімабад, в Центральному бахші, шахрестані Зарандіє остану Марказі. За даними перепису 2006 року, його населення становило 0 осіб, що проживали у складі 0 сімей.

## Клімат
Середня річна температура становить 11,54°C, середня максимальна – 29,34°C, а середня мінімальна – -7,25°C. Середня річна кількість опадів – 278 мм.
| Клімат поселення                              | Клімат поселення | Клімат поселення | Клімат поселення | Клімат поселення | Клімат поселення | Клімат поселення | Клімат поселення | Клімат поселення | Клімат поселення | Клімат поселення | Клімат поселення | Клімат поселення | Клімат поселення |
| Показник                                      | Січ.             | Лют.             | Бер.             | Квіт.            | Трав.            | Черв.            | Лип.             | Серп.            | Вер.             | Жовт.            | Лист.            | Груд.            |                  |
| Середній максимум, °C                         | 6,47             | 8,22             | 11,55            | 17,08            | 21,52            | 25,93            | 28,80            | 29,34            | 25,44            | 19,22            | 12,93            | 8,36             |                  |
| Середня температура, °C                       | −0,4             | 1,35             | 4,68             | 10,20            | 14,65            | 19,06            | 22,94            | 23,47            | 19,58            | 13,37            | 7,08             | 2,50             |                  |
| Середній мінімум, °C                          | −7,25            | −5,52            | −2,18            | 3,33             | 7,77             | 12,19            | 17,09            | 17,61            | 13,72            | 7,51             | 1,22             | −3,35            |                  |
| Норма опадів, мм                              | 39               | 46               | 54               | 35               | 23               | 7                | 4                | 2                | 3                | 10               | 18               | 37               |                  |
| Середньомісячна швидкість вітру, м/с          | 1.52             | 2.00             | 2.69             | 2.89             | 2.80             | 2.94             | 3.04             | 2.72             | 2.30             | 2.10             | 1.62             | 1.50             |                  |
| Середньомісячна сонячна радіація, кДж/м²·день | 9043             | 12007            | 14621            | 18511            | 23028            | 26523            | 26805            | 24868            | 20701            | 15134            | 10886            | 8773             |                  |
| --------------------------------------------- | ---------------- | ---------------- | ---------------- | ---------------- | ---------------- | ---------------- | ---------------- | ---------------- | ---------------- | ---------------- | ---------------- | ---------------- | ---------------- |
| Джерело:                                      |                  |                  |                  |                  |                  |                  |                  |                  |                  |                  |                  |                  |                  |